# Religia w Danii

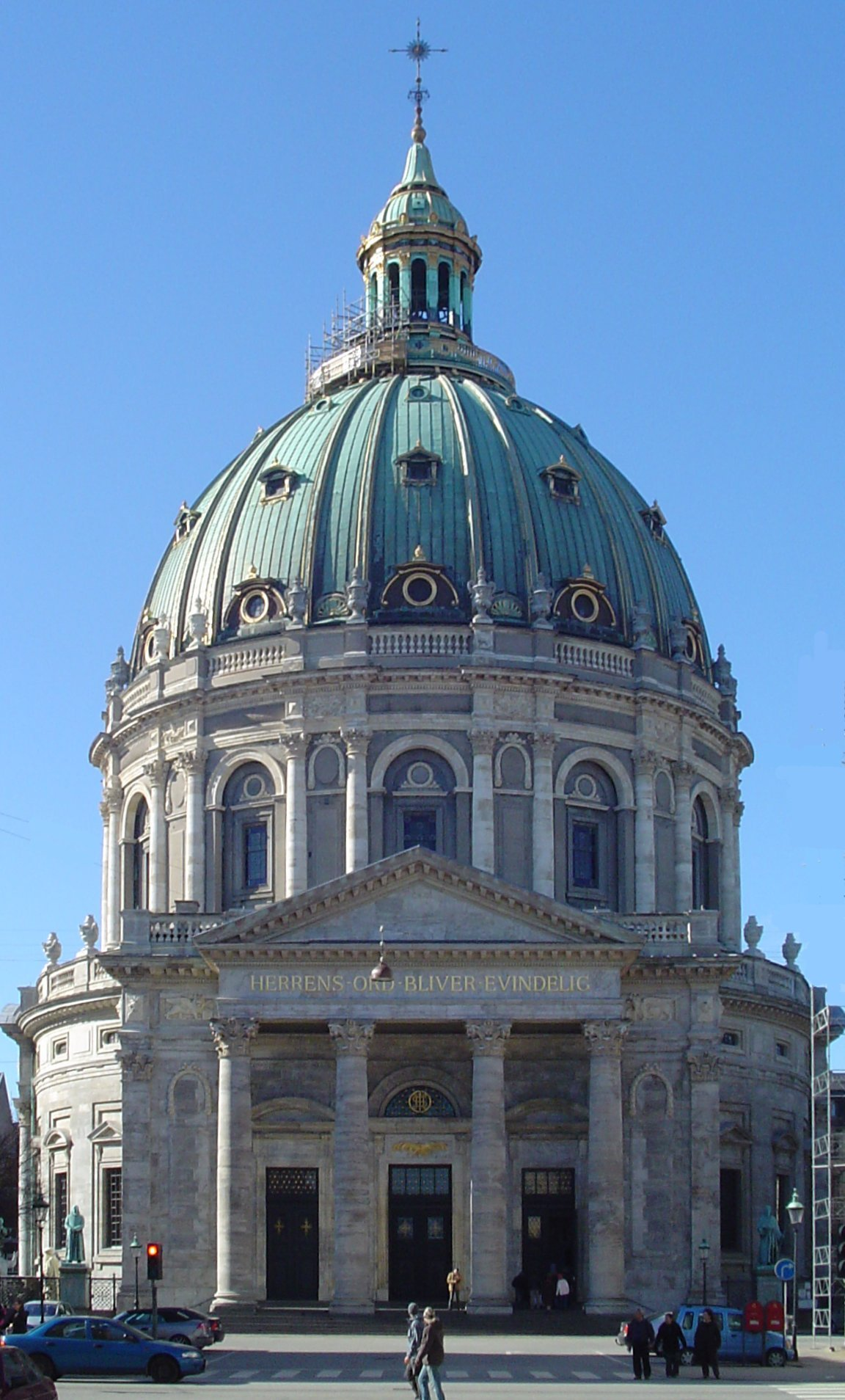
Kościół Fryderyka w Kopenhadze.

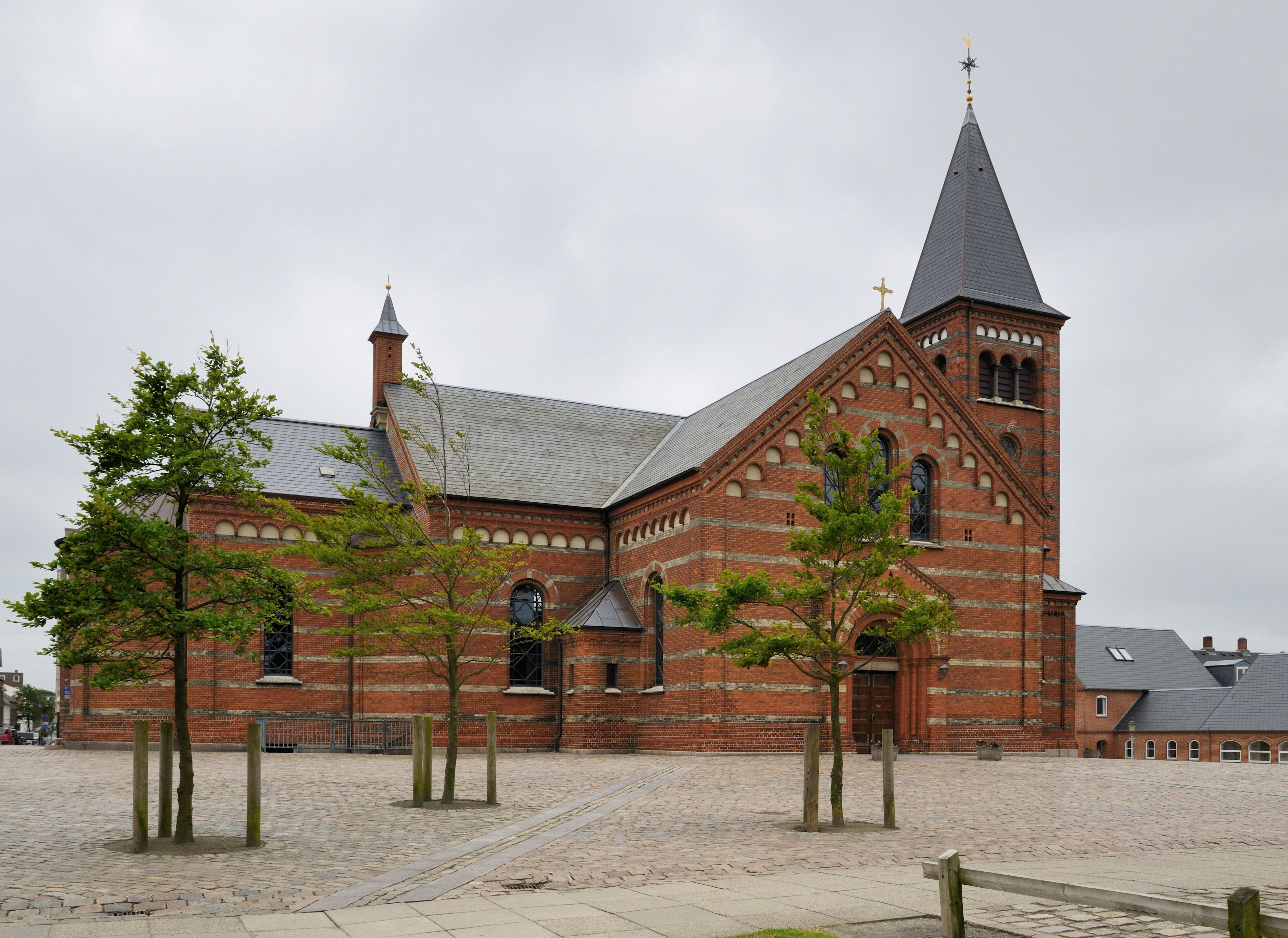
Kościół Vor Frelsers.

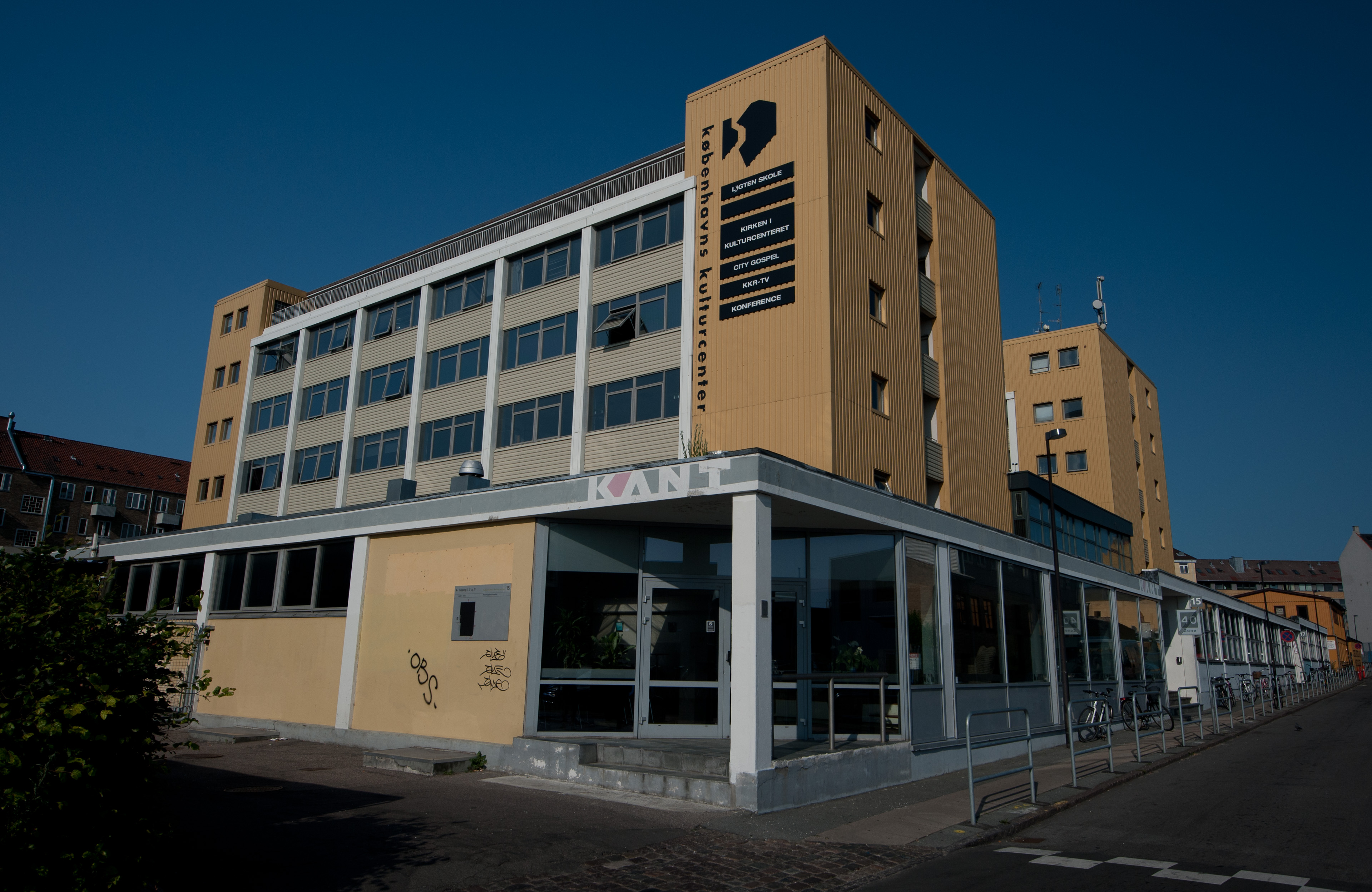
Centrum kulturalne kościoła zielonoświątkowego w Kopenhadze.

Religia w Danii zdominowana jest przez luteranizm. Chociaż prawie trzy czwarte populacji należy do Duńskiego Kościoła Narodowego, frekwencja w świątyniach wynosi poniżej 5%. Odsetek osób nienależących formalnie do żadnej wspólnoty religijnej zbliża się do jednej piątej populacji. Imigracja przyniosła islam, który jest największą mniejszością religijną w kraju. Mniej jak 3% należy do innych wyznań chrześcijańskich, a inne religie nie obejmują więcej jak 1% populacji.
Według najnowszego sondażu Eurobarometru z 2010 roku odpowiedzi mieszkańców Danii na pytania w sprawie wiary były następujące:
- 28% – „Wierzę w istnienie Boga”,
- 47% – „Wierzę w istnienie pewnego rodzaju ducha lub siły życiowej”,
- 24% – „Nie wierzę w żaden rodzaj ducha, Boga lub siły życiowej”,
- 1% – „Nie wiem”.

Dania obok Szwecji, jest często określana jako jeden z najbardziej zsekularyzowanych krajów na świecie. Według badania Centrum Badawczego Pew z 2018 roku tylko 8% Duńczyków twierdzi, że „religia jest bardzo ważna” w ich życiu, tylko 12% uczęszcza na nabożeństwa przynajmniej raz w miesiącu i tylko 15% wierzy w Boga z absolutną pewnością. 

## Chrześcijaństwo

### Luteranizm
Od 1536 roku religią państwową w Danii jest luteranizm. W 1990 roku prawie 90% ludności Danii było członkami kościoła państwowego. W 2020 roku odsetek ten spadł do 74,9% duńskich obywateli i stałych mieszkańców. Kościół Ewangelicko-Luterański (ELC) jako Kościół narodowy posiada przywileje niedostępne dla innych grup religijnych.
Mimo że większość Duńczyków należy do Kościoła Ewangelicko-Luterańskiego, to podobnie jak w pozostałej części Skandynawii, północno-zachodniej Europie i Wielkiej Brytanii, tylko niewielka mniejszość uczęszcza do kościoła na usługi niedzielne (frekwencja mniejsza niż 5% ogółu ludności).
Kościół Narodowy chociaż obejmuje szerokie spektrum poglądów, od bardzo liberalnych do bardzo konserwatywnych, przeważająco jest liberalny np. zezwalając na małżeństwa osób tej samej płci, ale także dając prawo zwolnienia z takiego obowiązku jeśli jest to sprzeczne z poglądami pastorów.

### Pozostałe
Obok luteranizmu, około 150 tys. osób jest członkami innych kościołów chrześcijańskich, z których największym jest Kościół rzymskokatolicki (ok. 45 tys. członków), jak również istnieją niewielkie ewangelikalne kościoły protestanckie (zielonoświątkowcy, baptyści, adwentyści dnia siódmego i inne). Odnotowano także obecność serbskich chrześcijan prawosławnych, oraz inne społeczności imigrantów.

## Islam

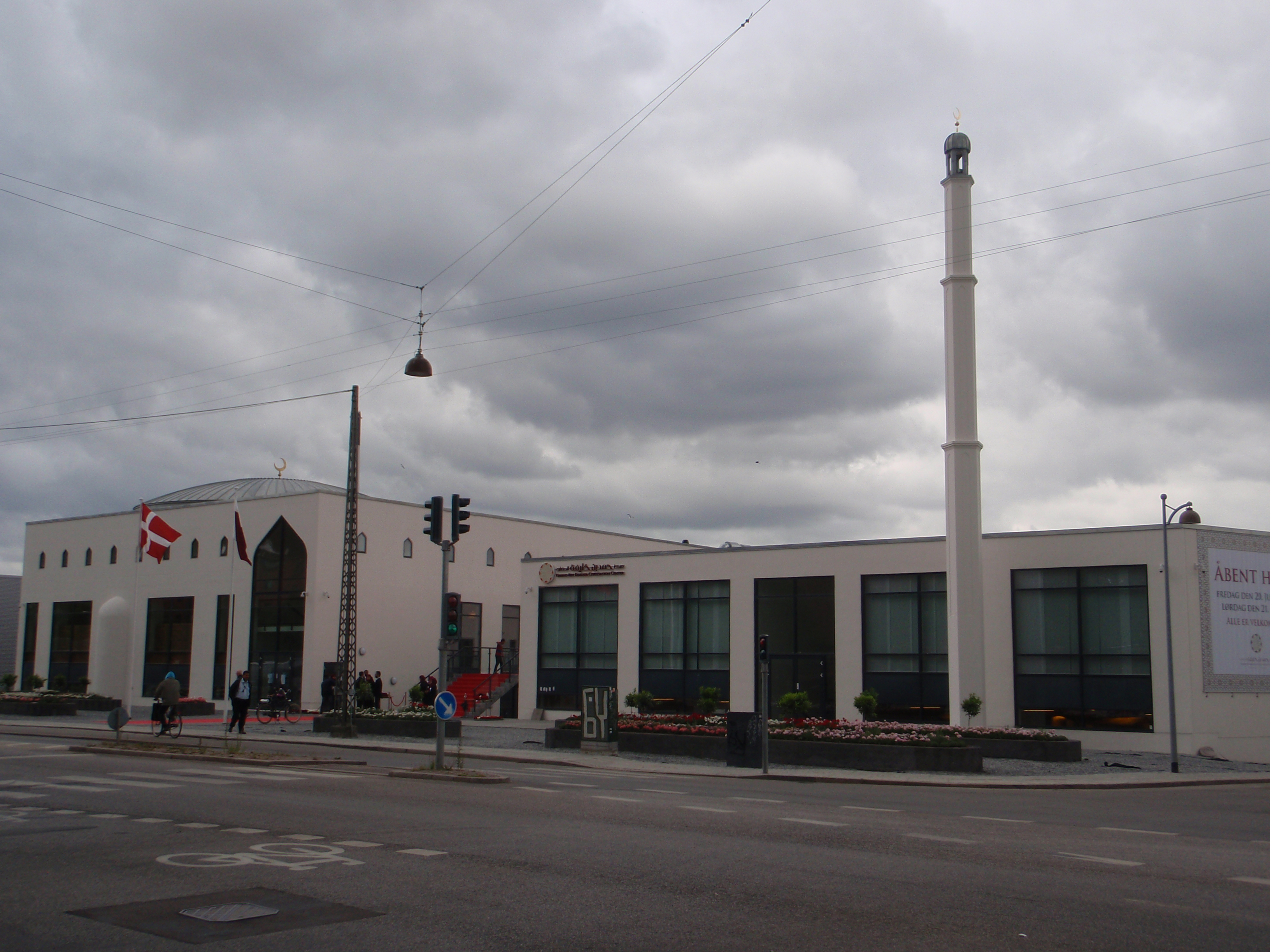
Centrum Cywilizacji Hamad Bin Khalifa jest jednym z największych meczetów w Danii.

Według socjologa religii Briana Arly Jacobsena 5,5% populacji Danii należy do religii muzułmańskiej, czyniąc islam największą religię mniejszościową w kraju. Według szacunków Wydziału Studiów Międzykulturowych i Regionalnych Uniwersytetu Kopenhaskiego w Danii jest 320 tysięcy muzułmanów i są oni głównie skoncentrowani w największych miastach, zwłaszcza w Kopenhadze, Odense i Aarhus.
W sierpniu 2018 r. po przedłużającej się debacie politycznej i publicznej wszedł w życie zakaz zakrywania twarzy i używania masek w przestrzeni publicznej, zwany popularnie „zakazem burki”. Debata na temat cudzoziemców – imigrantów i uchodźców, z których wielu pochodzi z krajów muzułmańskich – jest jednym z głównych zagadnień politycznych. Centrum Badawcze Pew sklasyfikowało Danię, jako kraj z „wysokimi restrykcjami rządu dotyczącymi religii”, co częściowo tłumaczyło rządowym zakazem zakrywania twarzy.

## Rodzimowierstwo germańskie
W 2003 roku w Ministerstwie Spraw Kościelnych oficjalnie zarejestrowana została organizacja Forn Siðr, deklarująca kontynuowanie wierzeń staronordyckich.
W 2016 roku w Koryncie zbudowano pierwszą od wieków świątynię, Valheim Hof.

## Inne religie
Według Ministerstwa Spraw Zagranicznych do innych grup religijnych, stanowiących mniej niż 1% populacji, należą w porządku malejącym: Świadkowie Jehowy, judaiści, buddyści, mormoni i bahaiści.
W 2020 roku Uniwersytet w Aarhus oszacował, że było 35 tys. buddystów w Danii, a ich liczba wzrasta głównie przez imigrację.
Gmina żydowska w Danii twierdzi, że w kraju jest około 7 tys. wyznawców judaizmu, z których większość mieszka w obszarze metropolitalnym Kopenhagi.